# Bobari
Bobari (cyr. Бобари) – wieś w Bośni i Hercegowinie, w Republice Serbskiej, w gminie Šekovići. W 2013 roku liczyła 6 mieszkańców.